# امارزه
امارزه (به ایتالیایی: Emarèse) یک کومونه در ایتالیا است که در واله دائوستا واقع شده‌است.

## خصوصیات
امارزه ۱۰ کیلومترمربع مساحت و ۲۱۵ نفر جمعیت دارد و ۱٬۱۷۰ متر بالاتر از سطح دریا واقع شده‌است.